# Temple de Donatyre
Le temple de Donatyre, anciennement église Sainte-Thècle, est un temple protestant situé dans le village de Donatyre, dans la commune d'Avenches, en Suisse. La paroisse est membre de l'Église évangélique réformée du canton de Vaud.

## Histoire
La chapelle funéraire romane a été construite au XIe siècle à partir de pierres du mur d'enceinte de l'ancienne ville romaine d'Aventicum. Elle est alors dédiée à Thècle d'Iconium, qui a donné son nom au village (Domna Tecla en latin). À l'intérieur de la chapelle ont été retrouvés des sarcophages romains.
Le bâtiment a conservé un vitrail datant de 1712. Dans le cadre de la restauration de 1906, le chœur fut pourvu d'une fresque du peintre Ernest Correvon (1873-1965). Cette fresque, Les douze apôtres et le Christ s'inspire partiellement de celle qui se trouve dans le chœur de la chapelle Saint-Étienne à Montcherand.
La chapelle est inscrite comme bien culturel suisse d'importance nationale,.

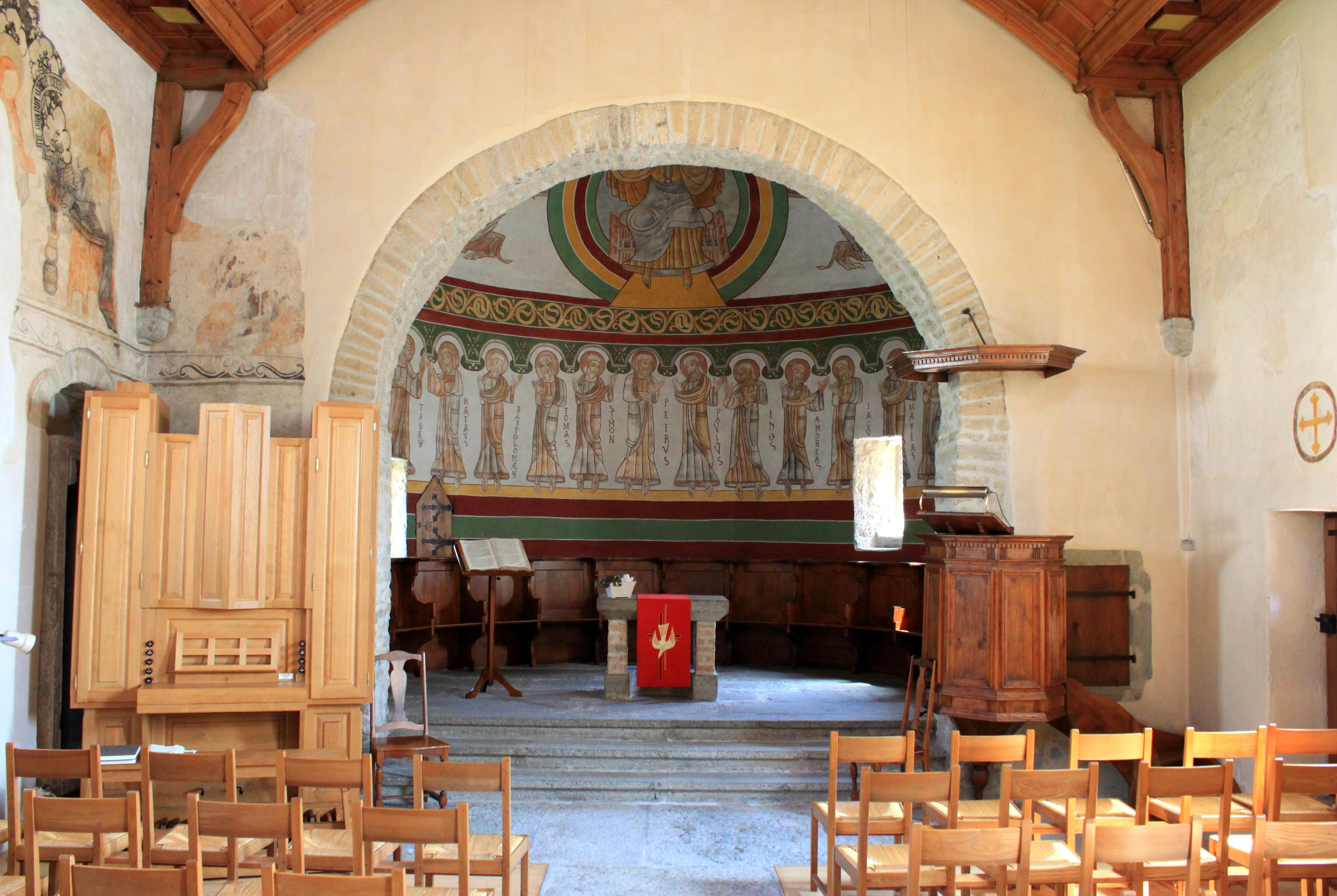
Vue du chœur actuel.